# Craspedoxantha vernoniae
Craspedoxantha vernoniae är en tvåvingeart som beskrevs av Amnon Freidberg 1985. Craspedoxantha vernoniae ingår i släktet Craspedoxantha och familjen borrflugor. Inga underarter finns listade i Catalogue of Life.